# Litoblatta petropolitana
Litoblatta petropolitana är en kackerlacksart som beskrevs av Rocha e Silva och Aguiar 1975. Litoblatta petropolitana ingår i släktet Litoblatta och familjen småkackerlackor. Inga underarter finns listade i Catalogue of Life.